# Jed Z. Buchwald
Pour les articles homonymes, voir Buchwald.
Jed Z. Buchwald est un historien et professeur américain spécialisé en histoire des sciences. Il enseigne au California Institute of Technology (Caltech). Il a également été directeur de l'Institut Dibner pour l'histoire des sciences et de la technologie du Massachusetts Institute of Technology.

## Biographie
Buchwald obtient un Ph.D. de l'université Harvard en 1974. Sa thèse s'intitule : Matter, the Medium, and the Electrical Current: A History of Electricity and Magnetism from 1842-1895.
Il remporte le prix MacArthur en 1995.
Sa femme, Diana Kormos-Buchwald, est directrice de l'Einstein Papers Project (en) de Caltech.

## Œuvres
Buchwald participe à l'édition des collections Dibner Institute Studies in the History of Science and Technology et Archimedes: New Studies in the History and Philosophy of Science and Technology. Il participe également à la collection Sources and Studies in the History of Mathematics and the Physical Sciences.
- Sources and Studies in the History of Mathematics and the Physical Sciences (avec Jesper Lützen, Len Berggren).

Il est l'auteur de l'article sur Lord Kelvin dans le Dictionary of Scientific Biography.
Avec Jeremy Gray, il est rédacteur en chef de Archive for History of Exact Sciences.
- 1985 - (en) From Maxwell to Microphysics: Aspects of Electromagnetic Theory in the Last Quarter of the Nineteenth Century
- 1989 - (en) The Rise of the Wave Theory of Light: Optical Theory and Experiment in the Early Nineteenth Century
- 1993 - (en) Einstein Papers Project Vol. 3 (one of nine contributing editors)
- 1994 - (en) The Creation of Scientific Effects: Heinrich Hertz and electric waves
- 1995 - (en) Scientific Practice: Theories and Stories of Doing Physics (editor)
- 1996 - (en) Scientific Credibility and Technical Standards in 19th and Early 20th Century Germany and Britain (editor)
- 2000 - (en) Isaac Newton's Natural Philosophy (editor, with I. Bernard Cohen)
- 2001 - (en) Histories of the Electron: The Birth of Microphysics (editor, with Andrew Warwick)
- 2005 - (en) Wrong for the Right Reasons (editor, with Allan Franklin)
- 2010 - (en) The Zodiac of Paris: How an Improbable Controversy Over an Ancient Egyptian Artifact Provoked a Modern Debate Over Religion and Science (with Diane Greco Josefowicz)
- 2012 - (en) Newton and the Origin of Civilization (avec Mordechai Feingold)